# Hypolimnas pandarus
Hypolimnas pandarus (Linnaeus, 1758) è un lepidottero diurno, appartenente alla famiglia Nymphalidae, endemico dell'Indonesia.

## Descrizione
Hypolimnas pandarus ha un'apertura alare di circa 80 mm. Nei maschi, le ali anteriori sono marrone scuro, di solito con qualche macchia bianca, gialla o blu, a seconda della sottospecie, mentre la femmina ha una fascia bianco crema o rossiccio chiaro sulle ali superiori. Il margine posteriore delle ali posteriori è profondamente smerlato e mostra un'ampia fascia rosso-arancio, con numerose macchie ovali marroni o nere. In alcune sottospecie è presente anche una macchia rosa viola.

## Distribuzione e habitat
Questa specie è presente in Indonesia (Isola di Ambon, Serang, Saparua, Buru, Isole Kai).

## Tassonomia
Le sottospecie includono:
- Hypolimnas pandarus pandarus (Isola di Ambon, Serang, Saparua)
- Hypolimnas pandarus pandora (Wallace, 1869) (Buru)
- Hypolimnas pandarus hewitsoni (Wallace, 1869) (Isole Kai)

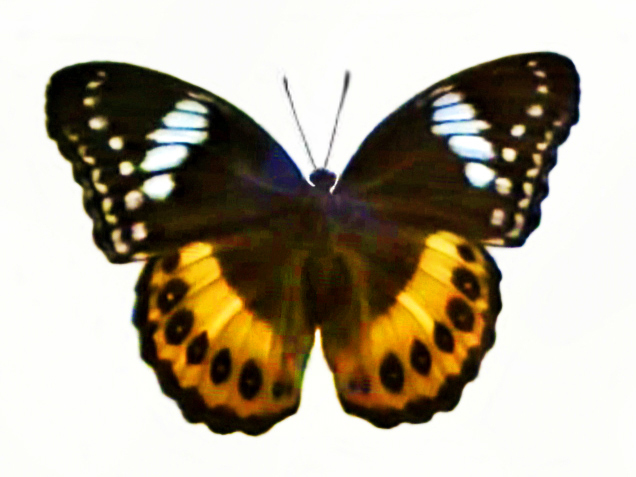
Femmina di H. pandarus